# Yusuf Öztürk
Yusuf Öztürk (født 8. februar 1979) er en professionel fodboldspiller med position på midtbanen.

## Spillerkarriere
- 2024-???? Humlebæk Boldklub (U19)
- 2011-2024 FC Nivå
- 1997: Helsingør Idrætsforening (ynglinge), 1 kamp og 1 mål
- ????-????: Københavns Boldklub
- 1999-2000: FC København, 18 kampe og ingen mål, Superliga
- 2000-2006: Boldklubben Fremad Amager, 146 kampe og 12 mål, 2. division og 1. division
- 2006-2007: Ølstykke FC, 27 kampe og 1 mål, 1. division
- 2007-: AB 70, 2. division Vest